# Punta Balcón
La punta Balcón (en inglés: Tilbrook Point) es un cabo ubicado en el extremo noroeste de la isla Cook, perteneciente a las islas Tule del Sur, en el archipiélago de las Sandwich del Sur. Posee altos acantilados de roca y glaciares escarpados.

## Toponimia
El nombre en español también aparece como punta El Balcón en algunas cartas navales, mientras que el topónimo en inglés lo puso el Comité de Topónimos Antárticos del Reino Unido en 1964, por Peter J. Tilbrook, zoólogo que viajaba en la expedición del HMS Protector ese mismo año.
La isla nunca fue habitada ni ocupada, y como el resto de las Sandwich del Sur es reclamada por el Reino Unido que la hace parte del territorio británico de ultramar de las Islas Georgias del Sur y Sandwich del Sur, y la República Argentina, que la hace parte del departamento Islas del Atlántico Sur dentro de la provincia de Tierra del Fuego, Antártida e Islas del Atlántico Sur.